# Chaetapatrobus
Chaetapatrobus is een geslacht van kevers uit de familie van de loopkevers (Carabidae). De wetenschappelijke naam van het geslacht is voor het eerst geldig gepubliceerd in 1996 door Lafer.

## Soorten
Het geslacht Chaetapatrobus is monotypisch en omvat slechts de volgende soort:
- Chaetapatrobus valentinae Lafer, 1996